# つくばみらい市立東小学校
つくばみらい市立東小学校（つくばみらいしりつ あずましょうがっこう）は、茨城県つくばみらい市足高にかつて存在した市立小学校。
2020年3月に市立板橋小学校と統合し、市立伊奈東小学校として開校。本校は閉校した。

## 沿革
- 1960年 - 伊奈村立東小学校として開校。
- 1962年 - 完全給食実施。
- 1971年 - プール竣工。
- 1981年 - 永久校舎新築。
- 1982年 - 体育館完成。
- 1985年4月1日 - 町制施行により、伊奈町立東小学校に改称。
- 1988年 - プール新築竣工。
- 2003年 - 多目的教室完成。
- 2006年3月27日 - 合併により、つくばみらい市立東小学校に改称。
- 2020年 - 市立板橋小学校と統合し、閉校。市立伊奈東小学校として開校。

## 教育目標
「自ら考える力と豊かな心をもち　たくましく生き抜く児童の育成」

## 学区
つくばみらい市のうち、足高（あだか）、東栗山、城中、神生（かんのう）、神住新田の一部、伊丹の一部が学区となっていた。
当小学校を卒業し、市立中学校に進学する場合は進学先は、伊奈東中学校となっていた。

## 学校用地活用
2020年9月に市立すみれ幼稚園が老朽化の為、一時移転をする予定となっている。その後の活用は未定。

## 交通
- JR常磐線藤代駅より
  - 路線バス、｢城中｣下車徒歩10分。
- 首都圏新都市鉄道つくばエクスプレスみらい平駅より
  - つくばみらい市コミュニティバス｢みらい号｣南ルート｢東小学校前｣下車前。